# Seukendorf
Seukendorf este o comună din landul Bavaria, Germania.